# Groeve achter Villa Rozenheuvel
De Groeve achter Villa Rozenheuvel is een Limburgse mergelgroeve in de Nederlandse gemeente Valkenburg aan de Geul in Zuid-Limburg. De ondergrondse groeve ligt aan de westkant van Valkenburg aan de Plenkertstraat in Plenkert op de noordelijke rand van het Plateau van Margraten in de overgang naar het Geuldal. Ter plaatse duikt het plateau een aantal meter steil naar beneden. De groeve ligt direct achter Villa Rozenheuvel.
Op respectievelijk ongeveer 65, 125, 180 en 200 meter naar het zuidoosten liggen de westelijke ingang van de Plenkertgroeve, Grafkelder Plenkertstraat, de Alphagroeve en de Bergkelders Villa Alpha. Op minder dan 50 meter naar het westen ligt daar het Openluchttheater Valkenburg met de Heksenkeuken. Verder naar het westen liggen de Vuursteenmijnen van Valkenburg en de Romeinse Katakomben in de Heidegroeve.

## Geschiedenis
De groeves werden door blokbrekers ontgonnen voor de winning van kalksteenblokken, maar de periode waarin dat gebeurde is niet bekend.

## Groeve
De groeve heeft enkele gangen met samen een ganglengte van ongeveer 40 meter en een oppervlakte van ongeveer 215 vierkante meter.

## Geologie
De groeve is uitgehouwen in de Kalksteen van Schiepersberg uit de Formatie van Maastricht.